# Deutsche Eishockey Liga 2013-2014
La Deutsche Eishockey Liga 2013-2014 fu la ventesima stagione della Deutsche Eishockey Liga. Al termine dei playoff l'ERC Ingolstadt sconfiggendo i Kölner Haie vinse il suo primo titolo della DEL, il primo successo in cinquanta anni di storia.
Al termine della stagione precedente gli Hannover Scorpions vendettero la loro licenza ai SERC Wild Wings, squadra finalista della 2. Eishockey-Bundesliga allenata da Stefan Mair, che a dieci anni di distanza fece il proprio ritorno nella DEL. Sei formazioni si qualificarono alla edizione 2014-15 della Champions Hockey League: Adler Mannheim, Eisbären Berlin, ERC Ingolstadt, Krefeld Pinguine, Hamburg Freezers e Kölner Haie.

## Stagione regolare
Il formato del campionato rimase invariato rispetto alla stagione precedente: le 14 squadre in un girone all'italiana affrontarono un doppio turno di andata e ritorno, per un totale di 52 incontri. Solo alle prime sei squadre fu garantito l'accesso ai playoff, mentre quelle dal sesto al decimo disputarono un turno aggiuntivo per gli ultimi due posti validi per i playoff. Tutti i playoff si giocarono al meglio delle sette gare.

### Classifica
|                     | Pos. | Squadra             | Pt  | G  | V  | VOT | POT | P  | GF  | GS  | DR  |
| ------------------- | ---- | ------------------- | --- | -- | -- | --- | --- | -- | --- | --- | --- |
|                     | 1.   | Hamburg Freezers    | 102 | 52 | 30 | 3   | 6   | 13 | 162 | 116 | +46 |
|                     | 2.   | Krefeld Pinguine    | 95  | 52 | 29 | 3   | 2   | 18 | 169 | 136 | +33 |
|                     | 3.   | Nürnberg Ice Tigers | 91  | 52 | 24 | 6   | 7   | 15 | 182 | 152 | +30 |
|                     | 4.   | Adler Mannheim      | 90  | 52 | 26 | 4   | 4   | 18 | 148 | 123 | +25 |
|                     | 5.   | Kölner Haie         | 89  | 52 | 23 | 7   | 6   | 16 | 147 | 118 | +29 |
|                     | 6.   | Grizzlys Wolfsburg  | 88  | 52 | 25 | 5   | 3   | 19 | 151 | 125 | +26 |
|                     | 7.   | Red Bull München    | 81  | 52 | 21 | 7   | 4   | 20 | 167 | 155 | +12 |
|                     | 8.   | Eisbären Berlino    | 80  | 52 | 20 | 8   | 4   | 20 | 152 | 152 | 0   |
| Germania (bandiera) | 9.   | ERC Ingolstadt      | 75  | 52 | 21 | 3   | 6   | 22 | 138 | 149 | -11 |
|                     | 10.  | Iserlohn Roosters   | 74  | 52 | 19 | 6   | 5   | 22 | 147 | 149 | -2  |
|                     | 11.  | Augsburger Panther  | 69  | 52 | 18 | 5   | 5   | 24 | 147 | 179 | -32 |
|                     | 12.  | Straubing Tigers    | 63  | 52 | 17 | 3   | 9   | 23 | 136 | 153 | -17 |
|                     | 13.  | SERC Wild Wings     | 51  | 52 | 12 | 5   | 5   | 30 | 136 | 190 | -54 |
|                     | 14.  | Düsseldorfer EG     | 41  | 52 | 10 | 4   | 3   | 35 | 101 | 186 | -85 |

Legenda:

      Ammesse ai Playoff
      Ammesse alla Qualificazione Playoff
Note:

Tre punti a vittoria, due punti a vittoria dopo overtime, un punto a sconfitta dopo overtime, zero a sconfitta.

## Playoff
|  | Quarti di finale | Quarti di finale    | Quarti di finale        |             |                  | Semifinali       | Semifinali | Semifinali |  |  | Finale | Finale         | Finale |
|  |                  |                     |                         |             |                  |                  |            |            |  |  |        |                |        |
|  | 1                | Hamburg Freezers    | 4                       |             |                  |                  |            |            |  |  |        |                |        |
|  | 10               | Iserlohn Roosters   | 2                       |             |                  |                  |            |            |  |  |        |                |        |
|  | 10               | Iserlohn Roosters   | 2                       |             | 1                | Hamburg Freezers | 2          |            |  |  |        |                |        |
|  |                  |                     |                         |             | 1                | Hamburg Freezers | 2          |            |  |  |        |                |        |
|  |                  | 9                   | ERC Ingolstadt          | 4           |                  |                  |            |            |  |  |        |                |        |
|  | 2                | 9                   | ERC Ingolstadt          | 4           | Krefeld Pinguins | 1                |            |            |  |  |        |                |        |
|  | 2                |                     |                         |             | Krefeld Pinguins | 1                |            |            |  |  |        |                |        |
|  | 9                | ERC Ingolstadt      | 4                       |             |                  |                  |            |            |  |  |        |                |        |
|  |                  |                     |                         |             |                  |                  |            |            |  |  | 9      | ERC Ingolstadt | 4      |
|  |                  |                     | 5                       | Kölner Haie | 3                |                  |            |            |  |  |        |                |        |
|  | 3                | Nürnberg Ice Tigers | 2                       |             |                  |                  |            |            |  |  |        |                |        |
|  | 6                | G. Adams Wolfsburg  | 4                       |             |                  |                  |            |            |  |  |        |                |        |
|  | 6                | G. Adams Wolfsburg  | 4                       |             | 5                | Kölner Haie      | 4          |            |  |  |        |                |        |
|  |                  |                     |                         |             | 5                | Kölner Haie      | 4          |            |  |  |        |                |        |
|  |                  | 6                   | Grizzly Adams Wolfsburg | 1           |                  |                  |            |            |  |  |        |                |        |
|  | 4                | 6                   | Grizzly Adams Wolfsburg | 1           | Adler Mannheim   | 1                |            |            |  |  |        |                |        |
|  | 4                |                     |                         |             | Adler Mannheim   | 1                |            |            |  |  |        |                |        |
|  | 5                | Kölner Haie         | 4                       |             |                  |                  |            |            |  |  |        |                |        |

### Qualificazioni
| Squadra 1        | Totale | Squadra 2         | Gara 1 | Gara 2 | Gara 3    |
| ---------------- | ------ | ----------------- | ------ | ------ | --------- |
| Red Bull München | 1 - 2  | Iserlohn Roosters | 5 - 3  | 2 - 3  | 1 - 4     |
| Eisbären Berlino | 1 - 2  | ERC Ingolstadt    | 1 - 0  | 1 - 4  | 2 - 3 dts |

### Quarti di finale
| Squadra 1           | Totale | Squadra 2          | Gara 1 | Gara 2    | Gara 3    | Gara 4    | Gara 5 | Gara 6 | Gara 7 |
| ------------------- | ------ | ------------------ | ------ | --------- | --------- | --------- | ------ | ------ | ------ |
| Hamburg Freezers    | 4 - 2  | Iserlohn Roosters  | 4 - 1  | 0 - 3     | 3 - 4     | 4 - 0     | 3 - 1  | 1 - 0  |        |
| Krefeld Pinguine    | 1 - 4  | ERC Ingolstadt     | 5 - 0  | 1 - 5     | 2 - 3 dts | 2 - 5     | 4 - 5  |        |        |
| Nürnberg Ice Tigers | 2 - 4  | Grizzlys Wolfsburg | 1 - 4  | 0 - 4     | 5 - 2     | 4 - 5 dts | 6 - 2  | 3 - 8  |        |
| Adler Mannheim      | 1 - 4  | Kölner Haie        | 0 - 1  | 2 - 3 dts | 2 - 1 dts | 1 - 2     | 1 - 2  |        |        |

### Semifinali
| Squadra 1        | Totale | Squadra 2          | Gara 1 | Gara 2 | Gara 3 | Gara 4 | Gara 5    | Gara 6 | Gara 7 |
| ---------------- | ------ | ------------------ | ------ | ------ | ------ | ------ | --------- | ------ | ------ |
| Hamburg Freezers | 2 - 4  | ERC Ingolstadt     | 1 - 3  | 0 - 5  | 2 - 1  | 2 - 5  | 2 - 0     | 3 - 5  |        |
| Kölner Haie      | 4 - 1  | Grizzlys Wolfsburg | 1 - 4  | 4 - 1  | 3 - 0  | 3 - 2  | 2 - 1 dts |        |        |

### Finale
| Squadra 1   | Totale | Squadra 2      | Gara 1 | Gara 2 | Gara 3 | Gara 4 | Gara 5    | Gara 6    | Gara 7 |
| ----------- | ------ | -------------- | ------ | ------ | ------ | ------ | --------- | --------- | ------ |
| Kölner Haie | 3 - 4  | ERC Ingolstadt | 4 - 2  | 3 - 1  | 1 - 4  | 1 - 4  | 3 - 4 dts | 1 - 0 dts | 0 - 2  |